# قنطريون شوكي
القنطريون الشوكي واسمه العلمي (باللاتينية: Centaurea spinosa) نوع نباتي ينتمي إلى جنس القنطريون من الفصيلة النجمية.